# Fingringhoe
Fingringhoe è un villaggio e parrocchia civile dell'Inghilterra, appartenente alla contea dell'Essex.